# 米爾克里克 (密蘇里州)
米爾克里克（英語：Millcreek）是位於美國密蘇里州麥迪遜縣的非建制地區。

## 歷史
米爾克里克的郵局於1909年設立，其後於1976年停運。

## 地理
米爾克里克所處的海拔為高於海平面226米（即741英呎），而該地所採用的時區為UTC-6，即北美中部時區（CST）。同時該地設有夏令時間，為UTC-6調快一小時，即UTC-5（CDT）。